# سیمون دنی پواسون
سیمِئون دُنی پوآسُون (به فرانسوی: Siméon Denis Poisson) (زاده ۲۱ ژوئن ۱۷۸۱، لوآره – مرگ ۲۵ آوریل ۱۸۴۰)، ریاضی‌دان، فیزیک‌دان و مهندس فرانسوی بود.
وی در سال ۱۷۹۸، وارد اِکُول پلی‌تکنیک در پاریس شد و از همان آغاز توجه استادان را به خود جلب کرد. لو پس از چاپ مقاله‌ای در سال دوم تحصیل در اکول پلی‌تکنیک، وارد مجامع علمی آن زمان شد. لاگرانژ که استعداد پواسون را تشخیص داده‌بود، از دوستان او شد و لاپلاس، با او کم‌وبیش  مانند پسرش رفتار می‌کرد.
پواسون، پس از پایان تحصیل در اکول پلی‌تکنیک، همان‌جا استاد شد و تا پایان عمر، به پژوهش پرداخت. بیشتر مطالعات وی در ریاضیات محض، شامل انتگرال‌، سری فوریه، حساب تغییرات و نظریه احتمالات بود. همچنین پواسون در کاربرد ریاضیات در فیزیک، به‌ویژه در الکتریسیته و مغناطیس، نوآوری‌های ارزشمندی کرد.